# Michel Fiant
 (décembre 2018).
Michel Fiant, né le 2 janvier 1928 à Nanterre et mort le 19 septembre 2007 à Toulon, est un militant et dirigeant trotskiste et autogestionnaire français.

## Biographie

### Les débuts au PCI
Technicien dans l'agro-alimentaire, Michel Fiant entre dans la vie active à sa sortie de l'école, en 1947, et s'installe en Tunisie, où il effectue aussi son service militaire.
C'est en 1949 qu'il adhère au Parti communiste internationaliste. De retour en France en 1951, il occupe divers postes dans des usines de la région parisienne. À partir de 1953, il devient le secrétaire du syndicat CGT de l'usine Derveaux de Bezons.
Ayant suivi le groupe Pabliste lors de la scission du PCI, il met en application la stratégie de l'entrisme et adhère au Parti communiste français. À partir de 1957, il anime, aux côtés de Denis Berger, Félix Guattari et Michel Ravelli la revue Tribune de discussion, puis, après sa fusion avec L'Etincelle, et les tiraillements entre les deux courants, le groupe « La Voie communiste ».
Cette activité « fractionniste » lui vaut d'être exclu du PCF en 1958. Il est alors chargé, au sein du bureau politique du PCI, du travail en direction de la jeunesse. Ayant perdu son emploi à la suite d'un licenciement économique, il devient alors permanent du parti.

### L'engagement contre la Guerre d'Algérie
Il anime alors le réseau « Jeune résistance », engagée pour l'indépendance de l'Algérie, et recrute à ce moment-là Alain Krivine. Il suit alors les événements internes à l'Union des étudiants communistes, qui conduisent à la création des Jeunesses communistes révolutionnaires.
Par la suite, il suit toujours Pablo dans ses démêlés avec le reste du mouvement trotskiste. Exclu du PCI en 1962, il participe à la création de la tendance marxiste révolutionnaire;

### Après Mai 68
En 1969, il fait partie des fondateurs de l'Alliance marxiste révolutionnaire qui se détache progressivement du trotskisme et défend l'autogestion.
En 1974, il soutient avec son mouvement la candidature de Charles Piaget à la présidence de la république, qui n'ira pas à son terme.
Le départ de Michel Rocard vers le Parti socialiste ouvre alors la porte à l'adhésion des membres de l'AMR au PSU. Michel Fiant devient en 1975 membre du bureau national du parti. Il défend alors l'idée d'un dépassement du parti pour un élargissement vers l'ensemble de l'extrême-gauche et des écologistes.
Peu satisfait du bilan politique de cet investissement, il quitte le PSU en 1977 et rejoint les comités communistes pour l'autogestion. Il est candidat sous cette étiquette aux législatives en 1978 et 1981.

### Les années 1980
Dans les années 1980, il rejoint la fédération de la gauche alternative, puis participe activement à la campagne présidentielle de Pierre Juquin, en 1988. Il est notamment responsable de la commission « cité et citoyens » de son comité de campagne national.
Membre de l'exécutif national de l'Alternative rouge et verte créée en 1989, dans la foulée de la campagne présidentielle, il participe à la création, en 1994, de la convention pour une alternative progressiste, et pèse pour que la CAP soutienne la candidature présidentielle de Dominique Voynet en 1995.
Il est directeur de la publication Correspondance internationale : bulletin bimensuel d'information et de presse sur les mouvements révolutionnaires, ouvriers et socialistes dans le monde.
Lors de la création des Alternatifs, en 1998, il est chargé de la rédaction d'un des thèmes fondateurs, « Pour le changement, l'autogestion ».
Au sein de ce mouvement, il approfondit les questions politiques liées à l'autogestion jusqu'à sa mort en septembre 2007.

### Autres ex-militants de l'AMR
- Nicolas Baby
- Joël Grynbaum
- Charles Najman
- Maurice Najman
- Michel Pablo
- Gilbert Marquis